# مهر (خيل)

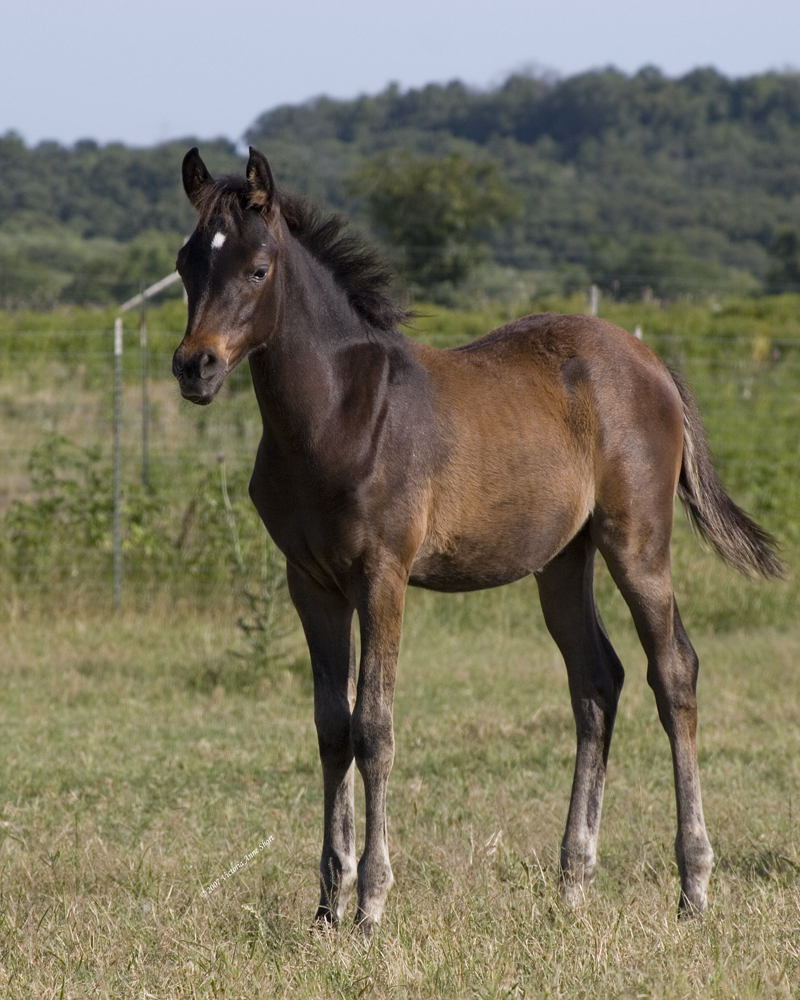
مهر في سن الفطام (الفلو).

المُهْر (الجمع: أمْهَارٌ، و مِهَارٌ، و مِهارة) هو ولد الفرس. حسب معجم لسان العرب لابن منظور، تسمى أنثى المهر بمُهْرَة (الجمع: مُهَرٌ ومُهَرات). يطلق على صغير الفرس الذي بلغ سن الفطام اسم الفِلو وعلى الذي يبلغ عامًا واحدًا يطلق اسم الحَوْلي، وعلى الذي استتم الثانية ودخل في الثالثة اسم الجَذَع، وعلى الذي دخل الرابعة اسم "الثَّنيّ"، وعلى الذي بلغ الخامسة اسم الرَّباع والقَارِح وقيل "إِذا دخل الفرس في السادسة واستتم الخامسة فقد قَرِحَ" وقال الأَزهري: "القُرْحةُ الغُرَّة في وَسَطِ الجَبْهة".
تسمى الخيول التي تنضج في قامة صغيرة بالسيسي أو الفرس القزم. ومع ذلك، فإن تناسب الجسم مختلفة جدًا. يمكن ركوب السيسي البالغ وتشغيله، لكن المهر، بغض النظر عن قامته، يكون أصغر سنا من أن يركب أو يستخدم كحيوان عامل . يمكن تمييز الأمهار، سواء كبرت لتصبح في حجم حصان أو ذو حجم السيسي، عن الأفراس البالغة من خلال أرجلها الطويلة للغاية وأجسامها الصغيرة النحيلة. تظهر رؤوسهم وأعينهم أيضًا خصائص الصغار. على الرغم من أن الأفراس القزم تظهر بعض استدامات المرحلة اليرقية مع جباه عريضة وقامة صغيرة، إلا أن تناسبات أجسامها تشبه تلك الموجودة في الفرس البالغ. أمهار السيسي أصغر نسبيًا من البالغين، ولكن مثل مهور الفرس، فهي أقل نحافة ولها أرجل أطول نسبيًا.